# Championnats du monde de ski alpin 1937
Navigation
Innsbruck 1936 Engelberg 1938
Les championnats du monde de ski alpin 1937 ont eu lieu à Chamonix en France du 13 au 15 février 1937.
Le Français Émile Allais et l'Allemande Christl Cranz réalisent le triplé.
Le Français Maurice Lafforgue remporte 2 médailles d'argent en descente et en combiné, l'Allemande Käthe Grasegger gagne 3 médailles avec l'argent en slalom, le bronze en descente et combiné et la Suissesse Nini Von Arx-Zogg obtient 2 médailles d'argent en descente et en combiné.
La France remporte le classement des médailles grâce au triplé d'Émile Allais et aux 2 médailles d'argent de Maurice Lafforgue. L'Allemagne se classe seconde avec 3 médailles d'or, une médaille d'argent et 4 médailles de bronze.

## Palmarès

### Hommes
| Épreuves | Or                  | Argent                                              | Bronze                  |
| -------- | ------------------- | --------------------------------------------------- | ----------------------- |
| Descente | Émile Allais France | Maurice Lafforgue France Giacinto Sertorelli Italie |                         |
| Slalom   | Émile Allais France | Wilhelm Walch Allemagne                             | Roman Wörndle Allemagne |
| Combiné  | Émile Allais France | Maurice Lafforgue France                            | Fritz Steuri Suisse     |

### Femmes
| Épreuves | Or                      | Argent                    | Bronze                    |
| -------- | ----------------------- | ------------------------- | ------------------------- |
| Descente | Christl Cranz Allemagne | Nini Von Arx-Zogg Suisse  | Käthe Grasegger Allemagne |
| Slalom   | Christl Cranz Allemagne | Käthe Grasegger Allemagne | Lisa Resch Allemagne      |
| Combiné  | Christl Cranz Allemagne | Nini Von Arx-Zogg Suisse  | Käthe Grasegger Allemagne |

## Classement par nations
| Rang | Nation    | Or | Argent | Bronze | Total |
| ---- | --------- | -- | ------ | ------ | ----- |
| 1    | Allemagne | 3  | 2      | 4      | 9     |
| 2    | France    | 3  | 2      | 0      | 5     |
| 3    | Suisse    | 0  | 2      | 1      | 3     |
| 4    | Italie    | 0  | 1      | 0      | 1     |

## Participants par nations
| France | Émile Allais René Beckert Maurice Lafforgue Romain Morand |  | La France ne présente aucune femme à cette édition à la suite des indisponibilités de Zizi du Manoir et de Georgette Galtier. |